# Hans Kössel
Hans Kössel (* 20. Dezember 1934 in Landsberg am Lech; † 24. Dezember 1995) war ein deutscher Molekularbiologe und Hochschullehrer.
Kössel studierte von 1954 bis 1959 Chemie an der Universität München und wurde mit einer Doktorarbeit, die er von 1959 bis 1962 am Max-Planck-Institut für Biochemie unter der Leitung von Adolf Butenandt in München erarbeitete, promoviert. Danach war Kössel bis 1964 Assistent am Max-Planck-Institut für Biochemie in Martinsried bei Wolfram Zillig. Von 1964 bis 1967 forschte er am Institute for Enzyme Research der University of Wisconsin–Madison bei Har Gobind Khorana, wo er sein Hauptinteresse der Polynukleotid-Synthese und dem Genetischen Code galt.
1968 erhielt er eine Stelle am Institut für Biologie III der Universität Freiburg, wo er sich 1969 im Fach Molekularbiologie habilitierte. 1972 wurde er am gleichen Institut Professor.
Kössel hatte in seiner wissenschaftlichen Laufbahn kürzere Forschungsaufenthalte an der Hebräischen Universität Jerusalem und am MRC Laboratory Cambridge. Seine Hauptforschungsgebiete waren Molekulare Genetik, Chemie und Biochemie der Nukleinsäuren, dabei insbesondere die Synthese und Sequenzanalyse von Nucleinsäuren sowie die Sequenzanalyse von Chloroplasten-DNA.
Kössel war neben Arno Bogenrieder (Botanik) sowie Günther Osche und Klaus Günter Collatz (beide Zoologie) einer der Fachberater bei den ersten Auflagen des Herder-Lexikon der Biologie sowie Fachberater beim Herder-Lexikon der Biochemie und Molekularbiologie.

## Mitgliedschaften
- seit 1981: European Molecular Biology Organization (EMBO)

## Quelle
- Maliga, Pal: Hans Kössel (1934-1995). Plant Molecular Biology Reporter 1996:73-75. Springer Netherlands.

| Personendaten    | Personendaten                                  |
| ---------------- | ---------------------------------------------- |
| NAME             | Kössel, Hans                                   |
| KURZBESCHREIBUNG | deutscher Molekularbiologe und Hochschullehrer |
| GEBURTSDATUM     | 20. Dezember 1934                              |
| GEBURTSORT       | Landsberg am Lech                              |
| STERBEDATUM      | 24. Dezember 1995                              |